# أمي (فلم 2022)
أمي (بالإنجليزية: Umma) هو فيلم رعب خارق للطبيعة أمريكي من إخراج إريس كي. شيم وبطولة ساندرا أوه، فيفيل ستيوارت، ديرموت مولروني وأوديا راش. صدر الفيلم في 18 مارس 2022.